# Carlos Alberto Peña
Carlos Alberto Peña (Ciudad Victoria, 1990. március 29. –) egy mexikói válogatott labdarúgó, 2018-tól a Cruz Azul játékosa,
kölcsönben a Rangers FC-től. Beceneve, a Gullit, onnan származik, hogy sokak szerint hasonlít (vagy egyik hajviselete hasonlított) a korábbi híres holland labdarúgóra, Ruud Gullitra.

## Pályafutása

### Klubcsapatokban
A mexikói bajnokság első osztályában 2010. április 14-én mutatkozott be a Pachuca színeiben, amikor csapata egy 2–2-es döntetlent ért el a Cruz Azul otthonában. 2012-től a Leónban játszik, amellyel megnyerte a 2013-as Apertura és a 2014-es Clausura bajnokságot is. 2015 decemberében jelentették be, hogy a következő szezontól a Guadalajara játékosa lesz; sajtótájékoztatóján hozzátette: ezt a döntést nem ő hozta. 2017-ben a Rangershez került, majd innen 2018 elején visszatért hazájába, és (kölcsönadva) a Cruz Azulhoz csatlakozott.

### A válogatottban
| Mexikó | Mexikó             | Mexikó                                   | Mexikó           | Mexikó   | Mexikó              | Mexikó                          | Mexikó | Mexikó  |
| #      | Dátum              | Helyszín                                 | Hazai            | Eredmény | Vendég              | Kiírás                          | Gólok  | Esemény |
| ------ | ------------------ | ---------------------------------------- | ---------------- | -------- | ------------------- | ------------------------------- | ------ | ------- |
| 1.     | 2012. október 16.  | Torreón, Estadio TSM Corona              | Mexikó           | 2 – 0    | Salvador            | vb-selejtező                    | 0      | 58'     |
| 2.     | 2013. április 17.  | San Francisco, Candlestick Park          | Mexikó           | 0 – 0    | Peru                | barátságos                      | 0      | 46'     |
| 3.     | 2013. július 7.    | Pasadena, Rose Bowl                      | Mexikó           | 1 – 2    | Panama              | CONCACAF-aranykupa, csoportkör  | 0      | 46'     |
| 4.     | 2013. július 14.   | Denver, Sports Authority Field           | Martinique       | 1 – 3    | Mexikó              | CONCACAF-aranykupa, csoportkör  | 0      | 69'     |
| 5.     | 2013. július 20.   | Atlanta, Georgia Dome                    | Mexikó           | 1 – 0    | Trinidad és Tobago  | CONCACAF-aranykupa, negyeddöntő | 0      | 68'     |
| 6.     | 2013. július 24.   | Arlington, Cowboys Stadium               | Panama           | 2 – 1    | Mexikó              | CONCACAF-aranykupa, elődöntő    | 0      | 46'     |
| 7.     | 2013. október 11.  | Mexikóváros, Estadio Azteca              | Mexikó           | 2 – 1    | Panama              | vb-selejtező                    | 0      |         |
| 8.     | 2013. október 15.  | San José, Estadio Nacional de Costa Rica | Costa Rica       | 2 – 1    | Mexikó              | vb-selejtező                    | 0      |         |
| 9.     | 2013. október 30.  | San Diego, Qualcomm stadion              | Mexikó           | 4 – 2    | Finnország          | barátságos                      | 1      | 23' 60' |
| 10.    | 2013. november 13. | Mexikóváros, Estadio Azteca              | Mexikó           | 5 – 1    | Új-Zéland           | vb-selejtező                    | 0      | 63'     |
| 11.    | 2013. november 20. | Wellington, Westpac stadion              | Új-Zéland        | 2 – 4    | Mexikó              | vb-selejtező                    | 1      | 86'     |
| 12.    | 2014. január 29.   | San Antonio, Alamodome                   | Mexikó           | 4 – 0    | Dél-Korea           | barátságos                      | 0      | 45'     |
| 13.    | 2014. március 5.   | Atlanta, Georgia Dome                    | Mexikó           | 0 – 0    | Nigéria             | barátságos                      | 0      | 63'     |
| 14.    | 2014. április 2.   | Glendale, University of Phoenix Stadium  | Egyesült Államok | 2 – 2    | Mexikó              | barátságos                      | 0      | 45'     |
| 15.    | 2014. május 31.    | Arlington, AT&T Stadion                  | Mexikó           | 3 – 1    | Ecuador             | barátságos                      | 0      | 46'     |
| 16.    | 2014. június 3.    | Chicago, Soldier Field                   | Mexikó           | 0 – 1    | Bosznia-Hercegovina | barátságos                      | 0      | 62'     |
| 17.    | 2014. június 23.   | Recife, Arena Pernambuco                 | Horvátország     | 1 – 3    | Mexikó              | vb-csoportkör                   | 0      | 79'     |
| 18.    | 2016. május 28.    | Atlanta, Georgia Dome                    | Mexikó           | 1 – 0    | Paraguay            | barátságos                      | 0      |         |
| 19.    | 2016. június 18.   | Santa Clara, Levi’s Stadion              | Mexikó           | 0 – 7    | Chile               | Copa América, negyeddöntő       | 0      | 46'     |
|        | Összesen           |                                          |                  | 19       | mérkőzés            |                                 | 2      | gól     |

## Sikerei, díjai
Club León
- Mexikói másodosztály bajnok (1): 2012 (Clausura)
- Mexikói bajnok (2): 2013 (Apertura), 2014 (Clausura)

Guadalajara
- Mexikói szuperkupa (1): 2016